# Чемпіонат УРСР з легкої атлетики в приміщенні 1970
Чемпіонат УРСР з легкої атлетики в приміщенні 1970 серед дорослих був проведений 7-8 березня у Донецьку.

## Призери

### Чоловіки
| Дисципліни                | Золото                          | Золото   | Срібло                            | Срібло  | Бронза                                    | Бронза  |
| ------------------------- | ------------------------------- | -------- | --------------------------------- | ------- | ----------------------------------------- | ------- |
| 100 метрів                | Рябенко Валерій Донецька обл.   | 10,5h    | Олексій Хлопотнов Харківська обл. | 10,6    | Геннадій Зайцев Дніпропетровська обл.     | 10,7    |
| 200 метрів                | Микола Трусов Одеська обл.      | 22,3h    | Рябенко Валерій Донецька обл.     | 22,4    | Федір Панкратов Донецька обл.             | 22,5    |
| 400 метрів                |                                 |          |                                   |         |                                           |         |
| 800 метрів                |                                 |          |                                   |         |                                           |         |
| 1500 метрів               | Валерій Денисов Кримська обл.   | 3.53,2h  | Валерій Сокур Львівська обл.      | 3.54,5  | М. Кебало Кримська обл.                   | 3.56,0  |
| 5000 метрів               | Іван Кабанов Херсонська обл.    | 14.29,8h | Микола Драчов Кримська обл.       | 14.30,0 | В'ячеслав Гамалін Харківська обл.         | 14.37,8 |
| 110 метрів з бар'єрами    | Євген Мазепа Одеська обл.       | 14,6h    | Володимир Лихачов Донецька обл.   | 14,8    | Віктор Євсєєв Донецька обл.               | 14,9    |
| 2000 метрів з перешкодами | Микола Драчов Кримська обл.     | 5.40,4h  | Володимир Казмирчук Донецька обл. | 5.43,8  | Ігор Крепостняк Львівська обл.            | 5.46,6  |
| Стрибки у висоту          | Борис Каленников Київ           | 2,05     | В'ячеслав Гох Київ                | 2,05    | Олександр Красильников Київ               | 2,00    |
| Стрибки з жердиною        | Юрій Волков Донецька обл.       | 4,90     | Юрій Кобляков Донецька обл.       | 4,90    | В. Хейфец Донецька обл.                   | 4,80    |
| Стрибки у довжину         | Валерій Підлужний Донецька обл. | 7,57     | Анатолій Ільїн Київ               | 7,53    | Володимир Примасюк Івано-Франківська обл. | 7,44    |
| Потрійний стрибок         | Леонід Потьомкін Київ           | 15,76    | А. Калінін Донецька обл.          | 15,46   | Анатолій Бойко Донецька обл.              | 15,45   |
| Штовхання ядра            |                                 |          |                                   |         |                                           |         |

### Жінки
| Дисципліни             | Золото                               | Золото  | Срібло                                | Срібло | Бронза                                | Бронза |
| ---------------------- | ------------------------------------ | ------- | ------------------------------------- | ------ | ------------------------------------- | ------ |
| 100 метрів             | Людмила Аксьонова Харківська обл.    | 12,0h   | Зінаїда Усенко Харківська обл.        | 12,0   | А. Нефьодова Харківська обл.          | 12,2   |
| 200 метрів             | Людмила Аксьонова Харківська обл.    | 25,4h   | Наталія Писаревська Донецька обл.     | 25,7   | О. Іванова Дніпропетровська обл.      | 26,2   |
| 400 метрів             | Юлія Атрошенко Дніпропетровська обл. | 58,7h   | Ніна Моргунова Ворошиловградська обл. | 58,9   | Людмила Сорока Дніпропетровська обл.  | 59,5   |
| 800 метрів             | Юлія Атрошенко Дніпропетровська обл. | 2.12,4h | Ольга Кушнір Дніпропетровська обл.    | 2.14,5 | Л. Мухіна Київ                        | 2.16,1 |
| 1500 метрів            | Ольга Кушнір Дніпропетровська обл.   | 4.36,2h | В. Чубенко Донецька обл.              | 4.36,4 | Раїса Котюкова Дніпропетровська обл.  | 4.39,2 |
| 100 метрів з бар'єрами | Неллі Марченко Київ                  | 14,8h   | Надія Ткаченко Донецька обл.          | 15,0   | Лідія Зубаньова Київ                  | 15,3   |
| Стрибки у висоту       | Олена Житкевич Київ                  | 1,68    |                                       |        |                                       |        |
| Стрибки у довжину      | Любов Старостенко Запорізька обл.    | 6,14    | Тетяна Коцар Донецька обл.            | 5,92   | Тетяна Новикова Дніпропетровська обл. | 5,85   |
| Штовхання ядра         |                                      |         |                                       |        |                                       |        |